# Fregolia listropteroides
Fregolia listropteroides is een keversoort uit de familie boktorren (Cerambycidae). De wetenschappelijke naam van de soort is voor het eerst geldig gepubliceerd in 1911 door Gounelle.